# Roi Gomez de Briteiros
Roi Gomez de Briteiros (fl. XIII secolo) è stato un trovatore portoghese, attivo tra il 1210 e il 1250.
Membro della piccola nobiltà portoghese, fu padre di Men Rodrigues e nonno di Johan Mendiz. È autore di due cantigas de escarnio.